# Teddy Swims
Teddy Swims, de son vrai nom Jaten Collin Dimsdale, né le 25 septembre 1992 à Conyers dans l’État de Georgie (États-Unis), est un chanteur et auteur-compositeur-interprète américain, dont la musique mélange des genres tels que le R&B, la soul, la country et la pop. Il a initialement attiré des fans grâce à des reprises de chansons sur sa chaîne YouTube tout au long de 2019 et 2020. Son troisième EP, Tough Love (2022), lui a permis d'entrer dans le Billboard 200 pour la première fois.
Swims s'est fait connaître en 2023 avec son single Lose Control, qui a atteint le top 10 dans plusieurs pays et a dominé le Billboard Hot 100 en 2024. Considéré comme son single le plus marquant en tant qu'artiste, il a été précédé par la sortie de son premier album studio I've Tried Everything but Therapy (Part 1), qui a atteint le top 10 en Australie et aux Pays-Bas. En 2024, MTV a nommé Swims leur « Artiste Push du mois de février ».

## Biographie
Swims a grandi à Conyers, en Géorgie (USA),. Son père l'a initié à la musique soul dès son plus jeune âge par l'intermédiaire d'artistes comme Marvin Gaye, Stevie Wonder et Al Green. La famille de Swims était passionnée de football américain ; il jouait au football américain depuis dix ans lorsque, au cours de sa deuxième année au lycée de Salem, l'un de ses professeurs lui a suggéré, ainsi qu'à quelques-uns de ses coéquipiers, de s'inscrire à un cours de théâtre musical. Le professeur lui a également dit qu'il devrait rejoindre la chorale.
Swims a découvert sa passion pour la performance grâce à son expérience au théâtre au lycée, où il a joué dans des comédies musicales telles que Joseph and the Amazing Technicolor Dreamcoat et Rent, ainsi que dans des pièces de Shakespeare. Il a commencé à jouer d'instruments, notamment du piano et du ukulélé, et a regardé des vidéos YouTube de chanteurs pour l'aider à développer sa technique vocale.

## Carrière
2019 : Swims a commencé sa carrière musicale en rejoignant divers groupes de la région d'Atlanta, notamment le groupe de rock alternatif WildHeart et le groupe post-hardcore Eris, ainsi que des groupes de reprises de soul et de hair metal. Il était également le chanteur principal du groupe de rock progressif/R&B/soul Elefvnts. Début 2019, l'ami de Swims, Addy Maxwell, l'a invité à rapper sur des rythmes qu'il avait créés, ce qui a valu au duo une place en première partie d'une tournée américaine avec Tyler Carter. Il a adopté le nom de scène « Swims » à partir du langage des forums Internet, créant un acronyme pour Someone Who Isn't Me Sometimes — c'était une façon de jouer le personnage si nécessaire.
En juin, Swims a publié sa première performance de reprise sur YouTube, Rock with You de Michael Jackson, et a continué à publier régulièrement des reprises supplémentaires d'artistes d'un mélange de genres, notamment Lewis Capaldi, Chris Stapleton, Amy Winehouse et HER. Sa reprise de You're Still the One de Shania Twain publiée en octobre est devenue sa vidéo la plus vue, avec 167 millions de vues en janvier 2024. Ses vidéos ont accumulé des millions de vues rapidement et après avoir sorti un single Night Off de manière indépendante en juillet, il a signé un contrat d'enregistrement avec Warner Records en décembre.
2020–2021 : Swims a sorti son premier single majeur Picky en janvier 2020 et s'est lancé dans sa première tournée en tête d'affiche le même mois. Il a sorti plusieurs reprises dans les mois qui ont suivi, dont Blinding Lights en mai, What's Going On en juin (dont il a fait don des royalties au NAACP Legal Defense and Educational Fund) et You're Still The One (qu'il avait précédemment posté sur son YouTube) en juillet. Swims a sorti son prochain single Broke en août, et a sorti une version supplémentaire avec Thomas Rhett en octobre.
En février 2021, Swims a sorti son single My Bad, qu'il a interprété au Kelly Clarkson Show, et a été nommé Artiste que vous devez connaître par le magazine Rolling Stone. En mars, il a sorti son single Till I Change Your Mind, suivi de Bed On Fire en avril, qu'il a interprété au Late Show avec Stephen Colbert et réédité plus tard en collaboration avec Ingrid Andress. En mai, Swims a sorti son premier EP de sept titres Unlearning, suivi d'une tournée en soutien à Zac Brown Band cet été-là.
2021–2022 : en août 2021, Swims a sorti son single Simple Things qu'il a interprété au Late Late Show avec James Corden en septembre et Today en novembre.
Après la sortie de son single 911, Swims a sorti son EP de six titres Tough Love en janvier 2022. Swims a interprété Love for a Minute sur Late Night with Seth Meyers en janvier et 911 sur The Ellen DeGeneres Show en février. Swims a soutenu l'EP avec une tournée de trois mois en tête d'affiche à travers l'Europe et l'Amérique du Nord à partir de février, suivie d'une tournée au Royaume-Uni et en Europe continentale en mai et juin. Swims a collaboré avec Meghan Trainor sur Bad For Me, sorti le 24 juin en tant que premier single de son album Takin' It Back. Swims et Trainor ont interprété la chanson sur Jimmy Kimmel Live! en juin et The Late Late Show avec James Corden en août. Swims a également collaboré sur des singles avec Mitchell Tenpenny, Illenium, MK et BURNS et TELYKAST.
Après avoir publié un court extrait de sa performance en mai, Swims a sorti une reprise de Don't Stop Believin' de Journey en août. Swims a interprété la chanson sur America's Got Talent aux côtés du vainqueur de la saison 14 Kodi Lee et du guitariste fondateur de Journey Neal Schon. En septembre, Swims s'est lancé dans une tournée américaine de 7 semaines.
2022-présent : Teddy Swims interprète une version acoustique de Rivers de Six60, 2023. Après avoir sorti les singles Dose, 2 Moods, Someone Who Loved You et Devil in a Dress, Swims a sorti son EP Sleep Is Exhausting le 4 novembre 2022. Il est apparu pour la première fois sur le Billboard Hot 100 en juin 2023 avec la sortie de son single Lose Control. Le single est issu de son premier album de 2023 I've Tried Everything but Therapy.
En 2023, Swims a collaboré avec Armin van Buuren & Matoma, X Ambassadors , Maren Morris , Meghan Trainor et Elley Duhé. En mars, Swims a annoncé sa tournée internationale I've Tried Everything But Therapy, comprenant des spectacles au Royaume-Uni, en Irlande, en Australie, en Allemagne, aux Pays-Bas et en Nouvelle-Zélande en juillet et août. Il s'est également produit aux festivals de musique BottleRock , Bamboozle , Boston Calling, TRNSMT et Latitude la même année. Teddy a également ouvert pour le groupe de rock Greta Van Fleet lors de la tournée pour soutenir leur nouvel album Starcatcher .
Le 6 décembre 2023, Swims s'est produit à l' Avicii Arena pour le concert Together for a Better Day. Le concert a sensibilisé à la santé mentale et a été sponsorisé par la Fondation Tim Bergling, pour honorer la mémoire du regretté DJ suédois Avicii. Lors du concert, Swims a interprété sa chanson Lose Control et A Sky Full of Stars de Coldplay, qui a été produite par Avicii.